# Vénilon
Cet article concerne l'archevêque de Rouen. Pour l'archevêque de Sens de la même période, voir Wenilon (archevêque de Sens).
Vénilon ou Ganelon est un archevêque de Rouen de la seconde moitié du IXe siècle.

## Biographie
Il assiste Ragenarius, évêque d'Amiens, au synode de Canisy en 848.
Il succède à Paul comme archevêque de Rouen. Vénilon quitte Rouen vers 860 pour trouver refuge à Andely, dans un domaine lui appartenant.
Il assiste au concile de Savonnières en 859. Il est un des juges quant à l'accusation de trahison portée envers Vénilon, archevêque de Sens. Il assiste au concile d'Aix-la-Chapelle concernant le divorce de la reine Teutberge avec Lothaire II en 859 puis celui de 861.
Vénilon est présent au concile de Pîtres. Il reçoit une lettre d'Hincmar, archevêque de Reims, concernant la construction du pont de Pîtres pour contrer l'avancée des Vikings sur la Seine. Il assiste le 18 août 866 au concile de Soissons, tenu à la demande du pape Nicolas Ier.
C'est à sa demande avec Gombert, évêque d'Évreux et Pardule, évêque de Laon que Charles le Chauve fait plusieurs donations à l'abbaye de la Croix-Saint-Leufroy avant 858 et Thiverny en Beauvaisis entre 858 et 862, afin de servir de refuge aux moines.
Il meurt le 18 septembre 869.